# Bekele Haile
Bekele Haile (ur. w 1927) – etiopski lekkoatleta, sprinter.
Brał udział w igrzyskach olimpijskich w 1956 (Melbourne). Wystąpił tylko w sztafecie 4 × 100 metrów, w której etiopscy sprinterzy uzyskali czas 44,47. Odpadli jednak w eliminacjach.